# Zofingen
Zofingen er en by i det nordlige Schweiz, med 11.655(2018) indbyggere. Byen ligger i Kanton Aargau, og blev grundlagt i år 1201.
- Zofingen
- Zofinger kadetkorps under børnefestival i byen